# Kleszczów (gmina)
Kleszczów – gmina wiejska w województwie łódzkim, w powiecie bełchatowskim. W latach 1975–1998 gmina położona była w województwie piotrkowskim.
Siedziba gminy to Kleszczów.
Według danych z 30 czerwca 2016 gminę zamieszkiwało 5666 osób. Natomiast według danych z 31 grudnia 2019 roku gminę zamieszkiwało 6335 osób. Na koniec 2022 roku liczba mieszkańców wynosiła 6208 osób.
1 stycznia 2022 roku teren obrębu Wola Grzymalina został przeniesiony do gminy Bełchatów. W odpowiedzi na to władze gminy zorganizowały referendum gminne, którego wyniki – aczkolwiek niewiążące – wskazały na brak poparcia mieszkańców gminy dla takiego rozwiązania. W rezultacie przesunięcia granic dochody gminy w przeliczeniu na 1 mieszkańca zmniejszyły się z 29,8 tys. zł (najwyższy wskaźnik w kraju) do ponad 17,6 tys. zł, a gminy Bełchatów wzrosły z 2,2 tys. zł do 8 tys. (dla porównania, dochód na mieszkańca Warszawy wynosi ok. 4,3 tys. zł, a miasta Bełchatowa 2,1 tys.).

## Środowisko geograficzne

### Położenie
Gmina Kleszczów jest położona między długością geograficzną 51°17′58″N a 51°10′55″N, oraz szerokością geograficzną 19°10′47″E a 19°24′49″E.
Teren położony jest w południowej części Wysoczyzny Bełchatowskiej będącej częścią makroregionu Wzniesień Południowomazowieckich.

## Struktura powierzchni
Gmina Kleszczów ma obszar 124,82 km², w tym:
- użytki rolne: 42%
- użytki leśne: 28%

Na terenie gminy znajdują się również kopalnia odkrywkowa węgla brunatnego oraz (do 2021) elektrownia „Bełchatów”.
Gmina stanowi 12,90% powierzchni powiatu bełchatowskiego.

## Rezerwaty przyrody
Na terenie gminy znajduje się rezerwat przyrody Łuszczanowice chroniący ekosystem lasu jodłowego naturalnego pochodzenia na granicy zasięgu jodły.

## Demografia
Dane z 31 grudnia 2007:
| Opis                              | Ogółem | Ogółem | Kobiety | Kobiety | Mężczyźni | Mężczyźni |
| --------------------------------- | ------ | ------ | ------- | ------- | --------- | --------- |
| Jednostka                         | osób   | %      | osób    | %       | osób      | %         |
| Populacja                         | 4425   | 100    | 2224    | 50,3    | 2201      | 49,7      |
| Gęstość zaludnienia [mieszk./km²] | 35     | 35     | 18      | 18      | 18        | 18        |

- Piramida wieku mieszkańców gminy Kleszczów w 2014 roku[1].

## Budżet
Dane z 
| Rok                                               | 2011  | 2012  | 2013  | 2014  | 2015 | 2016 |
| ------------------------------------------------- | ----- | ----- | ----- | ----- | ---- | ---- |
| Dochody ogółem budżetu gminy na 1 mieszkańca w zł | 48325 | 53685 | 45832 | 48680 | ?    | ?    |
| Wydatki ogółem budżetu gminy na 1 mieszkańca w zł | 37065 | 34175 | 39367 | 36905 | ?    | ?    |

W 2019 dochody budżetu gminy Kleszczów wyniosły 286,3 mln zł, a wydatki 259,1 mln zł – nadwyżka budżetowa wyniosła 27,2 mln zł.
W budżecie gminy został wyodrębniony fundusz sołecki.
Budżet w mln zł gminy Kleszczów w latach:
| Rok  | Dochody | Wydatki | Nadwyżka / Deficyt |
| ---- | ------- | ------- | ------------------ |
| 2015 | 270,0   | 265,3   | 4,7                |
| 2016 | 270,3   | 229,0   | 41,3               |
| 2017 | 277,5   | 266,1   | 11,4               |
| 2018 | 267,0   | 304,0   | -37,0              |
| 2019 | 286,3   | 259,1   | 27,2               |
| 2020 | 261,2   | 289,3   | -28,1              |
| 2021 | 284,7   | 283,7   | 1,0                |
| 2022 | 230,8   | 243,9   | -13,1              |

## Historia gminy
W końcu XVI wieku tereny gminy Kleszczów leżały w powiecie piotrkowskim województwa sieradzkiego (I Rzeczypospolitej).
Po II rozbiorze Kleszczów znalazł się w granicach Królestwa Pruskiego, w którym pozostawał aż do 1807, kiedy to znalazł się w Księstwie Warszawskim. Gdy kongres wiedeński w 1815 zdecydował o powstaniu Królestwa Kongresowego, Kleszczów znalazł się w jego granicach.
Podczas istnienia Księstwa Warszawskiego (tj. lata 1807–1815) przeprowadzono reformę administracyjną, która wniosła nowe jednostki terytorialne najniższego rzędu zwane gminami. Prawdopodobnie w tamtym okresie powstał prototyp obecnej gminy Kleszczów.
W okresie zaborów dawny powiat piotrkowski, w skład którego wchodził w całości obszar gminy Kleszczów, włączony został w obręb guberni piotrkowskiej.
Po odzyskaniu przez Polskę niepodległości, obszary okolic Kleszczowa weszły w skład powiatu piotrkowskiego w nowo utworzonym województwie łódzkim.
W czasie okupacji niemieckiej tereny gminy Kleszczów wcielono w skład Okręgu Rzeszy Kraju Warty (niem. Reichsgau Wartheland) do powiatu łaskiego (niem. Landkreis Lask z siedzibą w Pabianitz) w rejencji kaliskiej (niem. Regierungsbezirk Kalisch). W 1943 Niemcy wprowadzili nazwę okupacyjną Klestau.
Po II wojnie światowej przywrócony został podział administracyjny na poziomie powiatów i gmin z dwudziestolecia międzywojennego i gmina Kleszczów powróciła do powiatu piotrkowskiego, który od 1945 roku wszedł w skład nowo reaktywowanego województwa łódzkiego. W latach 50. przeprowadzono kolejną reformę administracyjną, która oficjalnie miała na celu zbliżenie władzy państwowej do mieszkańców dotychczasowych gmin. Z dniem 29 września 1954 r. gminy zostały zlikwidowane, a na ich miejsce powstały mniejsze jednostki, zwane gromadami. Gromadę Kleszczów z siedzibą Gromadzkiej Rady Narodowej (GRN) w Kleszczowie utworzono – jako jedną z 8759 gromad na obszarze Polski w powiecie piotrkowskim w województwie łódzkim, na mocy uchwały nr 35/54 WRN w Łodzi z dnia 4 października 1954, a 1 stycznia 1956 gromada Kleszczów weszła w skład nowo utworzonego powiatu bełchatowskiego w tymże województwie.
W latach 1954–1972 wieś Kleszczów należała i była siedzibą władz gromady Kleszczów. Podział na gromady został zniesiony z dniem 1 stycznia 1973 r., przywracając podział powiatów na gminy. 1 stycznia 1973 – tym razem w powiecie bełchatowskim – reaktywowano gminę Kleszczów.
W latach 1975–1998 gmina Kleszczów administracyjnie należała do województwa piotrkowskiego. Reforma administracyjna z 1973 r. wyznaczyła obecne terytorium gminy Kleszczów, które na skutek przemian terytorialnych z 1999 r. włączone zostało w obręb powiatu bełchatowskiego.
Pod wpływem uruchomienia na obszarze gminy Kleszczów Kombinatu Górniczo-Energetycznego Bełchatów zaszły zmiany w sferze demograficznej i gospodarczej. Gmina Kleszczów stała się najbogatszą gminą w Polsce dzięki wpływom z wydobycia węgla brunatnego z KWB Bełchatów. Wysokość dochodów w przeliczeniu na jednego mieszkańca (dochód per capita) wyniosła w 2019 r. 44 tys. złotych.

## Przynależność administracyjna
| Okres     | Flaga      | Państwo               | Jednostka administracyjna                        |
| --------- | ---------- | --------------------- | ------------------------------------------------ |
| 1815–1918 |            | Królestwo Polskie     | Gubernia piotrkowska, ujezd piotrkowski          |
| 1919–1939 | Polska     | Rzeczpospolita Polska | województwo łódzkie, powiat piotrkowski          |
| 1939–1945 | III Rzesza | III Rzesza            | okręg Kraj Warty, rejencja kaliska, powiat łaski |
| 1945–1975 | Polska     | Rzeczpospolita Polska | województwo łódzkie, powiat piotrkowski          |
| 1975–1998 | Polska     | Rzeczpospolita Polska | województwo piotrkowskie                         |
| 1999–     | Polska     | Rzeczpospolita Polska | województwo łódzkie, powiat bełchatowski         |

## Kalendarium
- 1960, 9 grudnia - odkryto w miejscowości Piaski koło Bełchatowa złoża węgla brunatnego, które zaczęto eksploatować 20 lat później[29].
- 1975, 17 stycznia - powołano przedsiębiorstwo państwowe Kopalnia Węgla Brunatnego Bełchatów w budowie[30]
- 1980, 19 listopada - z terenu bełchatowskiej odkrywki wydobyte zostały pierwsze tony węgla brunatnego[31]
- 1981, 29 grudnia - uruchomienie i synchronizacja 1. bloku Elektrowni Bełchatów z Krajową Siecią Elektroenergetyczną[32]
- 1992 - założenie klubu sportowego LKS Omega Kleszczów[33].
- 1997, 14 listopada – przyjęcie herbu gminy zaprojektowanego przez Centrum Heraldyki Polskiej w Warszawie i zatwierdzonego uchwałą Rady Gminy nr XLVIII/49/97
- 2002, 20 czerwca - nadania imienia Szkole Podstawowej w Kleszczowie imienia Janusza Korczaka[34],[35]
- 2015, 9 grudnia - otwarcie Domu Św. Barbary w Kleszczowie[36]
- 2019, 1 czerwca - wyłączenie z eksploatacji blok energetycznego nr 1[37]

## Gospodarka

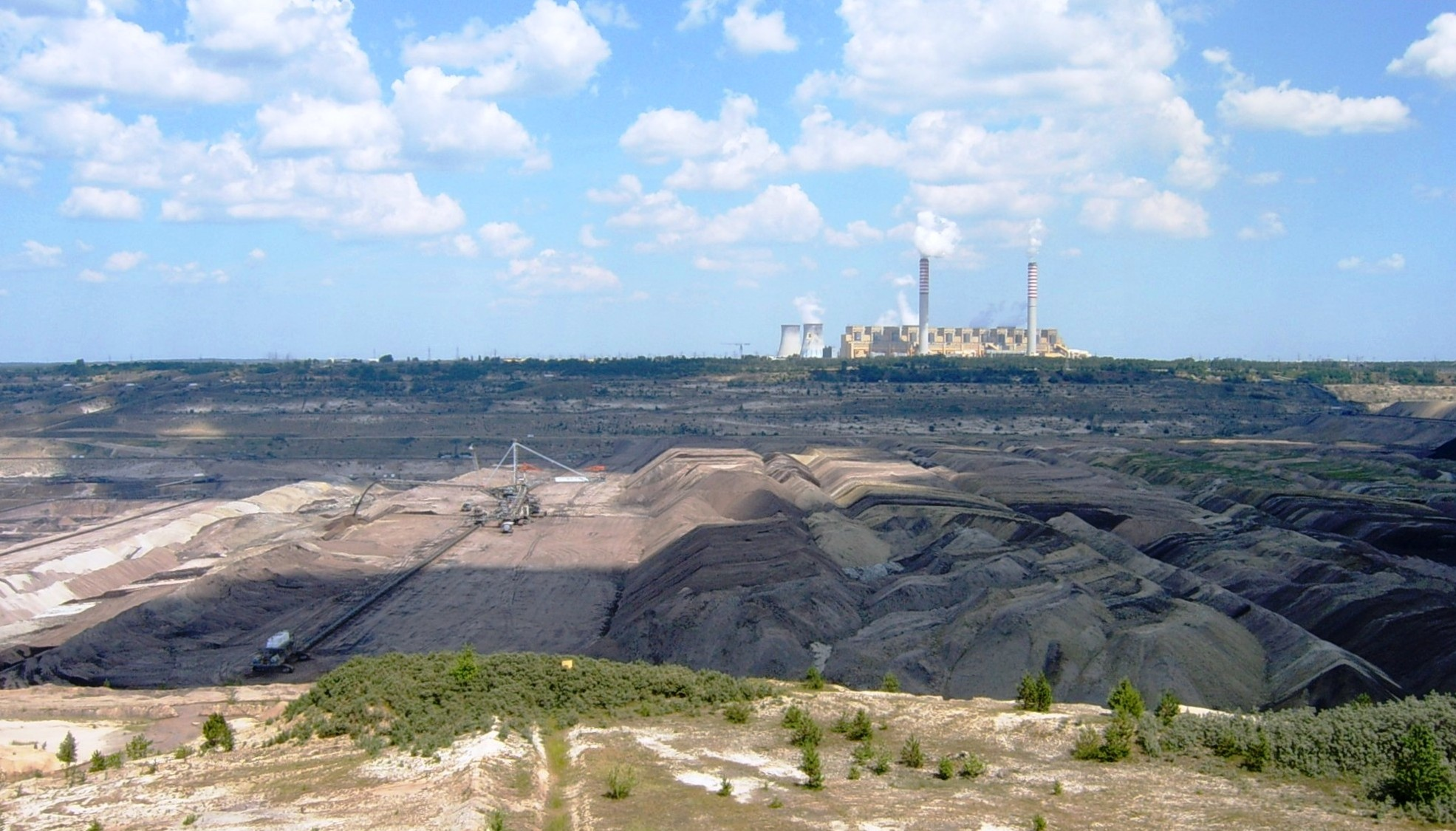
Kopalnia Węgla Brunatnego Bełchatów i Elektrownia Bełchatów

Gmina Kleszczów jest najbogatszą gminą w Polsce (dochód per capita), dzięki zlokalizowanej na tym terenie Kopalni Węgla Brunatnego Bełchatów i Elektrowni Bełchatów.
W Kleszczowie działała Gminna Spółdzielnia Samopomoc Chłopska (GS „SCh”) posiadająca dwa sklepy spożywczy i przemysłowy, a we wsi Łękińsko funkcjonuje Rolnicza Spółdzielnia Produkcyjna (RSP).
Pozostałe firmy zlokalizowane są w czterech strefach przemysłowych zlokalizowanych w Rogowcu, Kleszczowie, Żłobnicy i Bogumiłowie
będących częścią Łódzkiej Specjalnej Strefy Ekonomicznej swoje zakłady ulokowali przedsiębiorcy z Polski, Niemiec, Finlandii, Austrii, Francji, Holandii, Włoch, Portugalii, Szwajcarii i Hiszpanii.
Większe zakłady:
strefa przemysłowa nr 1 w Rogowcu
- BEWA Sp. z o.o. – producent wody mineralnej i napojów bezalkoholowych
- Cat Polska Sp. z o.o. – kapitał francuski, spedycja, logistyka i transport międzynarodowy
- Constantia Teich Poland Sp. z o.o. – kapitał austriacki, wytwarzanie opakowań dla przemysłu spożywczego
- Energoserwis Kleszczów Sp. z o.o. – operator systemu dystrybucyjnego energii elektrycznej
- Knauf Bełchatów Sp. z o.o. – kapitał niemiecki, producent płyt kartonowo-gipsowych, materiałów budowlanych i klejów
- Sempertrans Bełchatów Sp. z o.o. – producent taśm przenośnikowych
- Termokor Kaefer Sp. z o.o. – usługi w dostarczaniu materiałów i usług z dziedziny izolacji przemysłowych i zabezpieczeń antykorozyjnych

Strefa przemysłowa nr 2 w Kleszczowie
- Arix Polska Sp. z o.o. – kapitał włoski, producent artykułów środków czystości i higieny osobistej, gąbki, ściereczki itp.
- CFE Polska Sp. z o.o. – kapitał szwajcarski, producent taśm spinających, narożników ochronnych oraz zapinek z polipropylenu
- Colep Polska Sp. z o.o. – kapitał portugalski, produkcja kosmetyków i dezodorantów
- Izolbet Sp. z o.o. – producent chemii budowlanej i materiałów hydroizolacyjnych
- Kersten Europe – kapitał holenderski, zakład usługowy zajmujący się gięciem profili stalowych
- Some KSW Sp. z o.o. – kapitał hiszpański, produkcja wyrobów i części metalowych z blach poprzez procesy cięcia, tłoczenia, gięcia, nitowania i spawania
- Uponor Infra Sp. z o.o. (dawniej KWH Pipe Poland) – kapitał fiński, produkcja rur z tworzyw sztucznych (z polietylenu i polipropylenu)

Strefa przemysłowa nr 3 w Żłobnicy
- Caparol Polska Sp. z o.o. – kapitał niemiecki, producent farb i materiałów izolacyjno-budowlanych
- Makani Sp. z o.o. – produkcja kostek bulionowych, koncentratów spożywczych

Strefa przemysłowa nr 4 w Bogumiłowie:
- GIZO Rental Sp. z o.o. Sp. k. – dystrybutor wózków widłowych i podnośników
- Maya Victory Sp. z o.o. – recykling odpadów
- Eurometal – odlewnia i walcownia taśm aluminiowych
- Sponcel – produkcja gąbki celulozowej
- Epicom – produkcja produktów domowego użytku, papiery toaletowe i ręczniki papierowe
- Blister-Pak
- EkoBenz – produkcja paliw syntetycznych

Ponadto w gminie funkcjonują podmioty gospodarcze i gospodarstwa rolne.

### Handel
W całej gminie działa kilkanaście sklepów spożywczych, a ponadto w samym Kleszczowie: Lewiatan – ul. Główna 73, Polomarket – ul. Grzybowa 1, Biedronka – ul. Grzybowa 2, Dino – ul. Główna 58.

## Infrastruktura
Przez teren gminy Kleszczów biegnie czerwony szlak rowerowy  Łódzka Magistrala Rowerowa N-S

### Transport drogowy
Przez teren gminy Kleszczów przebiegają drogi powiatowe, drogi gminne i drogi gruntowe:
- droga powiatowa nr 1500E Sulmierzyce – Kalisko
- droga powiatowa nr 1900E Chorzenice – Łękińsko
- droga powiatowa nr 1901E Sulmierzyce – Żłobnica
- droga powiatowa nr 1917E Chabielice – Kamień
- droga powiatowa nr 1921E Kleszczów – Brudzice
- droga powiatowa nr 3915E Łękińsko – Brudzice
- droga gminna nr 10140E w Łuszczanowicach
- droga gminna nr 101136E Łuszczanowice – Antoniówka
- droga gminna nr 101361E ul. Leśna w Łękińsku
- droga gminna nr 101363E w Antoniówce
- droga gminna nr 101365E Kolonia Łuszczanowice – Żłobnica
- droga gminna nr 101366E Łuszczanowice – Chorzenice
- droga gminna nr 101373E ul. Sportowa w Kleszczowie
- droga gminna nr 101403E Łękińsko – Wolica
- droga gminna nr 101419E w Łękińsku
- droga gminna nr 101421E Obwodnica Kleszczowa (Kamień – Czyżów)

### Transport kolejowy
Przez gminę Kleszczów przebiega linia kolejowa nr 24 Piotrków Trybunalski – Zarzecze oraz jej przedłużenie: linia kolejowa nr 848.

## Samorząd
- Wójt: Dariusz Michałek
- Zastępca wójta: Ewelina Nocoń[42][43]
- Sekretarz gminy: Karolina Kaczmarczyk[44]
- Skarbnik gminy: Beata Rakoczy[45]
- Przewodniczący Rady Gminy: Michał Rejniak[46]
- Wiceprzewodnicząca Rady Gminy: Renata Dąbrówka

## Władze i polityka

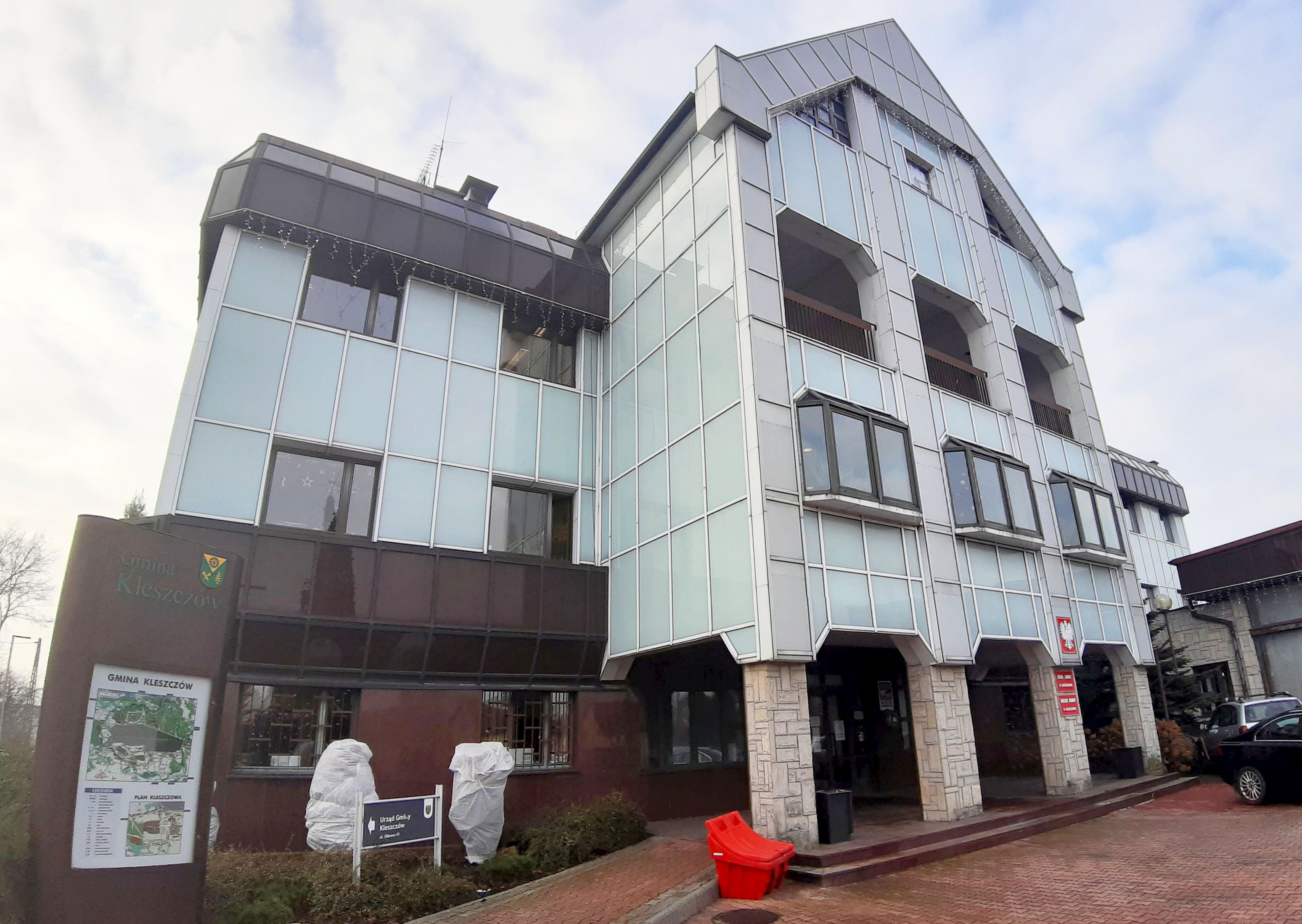
Budynek urzędu gminy Kleszczów przy ul. Głównej 47

Na czele gminy stoi wójt który jest organem władz wykonawczych. Po wyborach samorządowych w 2014 r. wójtem gminy Kleszczów jest Sławomir Chojnowski. Organem uchwałodawczym jest rada gminy w skład której wchodzi 15 radnych, których mieszkańcy wybierają w 15 jednomandatowych okręgach wyborczych.
Mieszkańcy gminy wybierają posłów na Sejm z okręgu wyborczego nr 10, senatora do Senatu w okręgu wyborczego nr 28, posłów do Parlamentu Europejskiego z okręgu wyborczego nr 6 i wybierają 5 radnych do Rady Powiatu Bełchatowskiego
(liczącej 23 radnych) z okręgu wyborczego nr 5, a radnych do Sejmiku Województwa Łódzkiego w okręgu nr 4.

## Wybory do Rady Gminy
Radni do Rady Gminy w Kleszczowie są wybierani w wyborach samorządowych co 4 lata. W 2014 roku wybory odbywały się w piętnastu okręgach wyborczych.
| Nr okręgu | Zasięg | Liczba mandatów |
| --------- | --- | --------------- |
| 1.        | Gmina Kleszczów: Bogumiłów, Dębina, Kamień, Rogowiec, Słok-Młyn, Stefanowizna. | 1               |
| 2.        | Gmina Kleszczów: Żłobnica. | 1               |
| 3.        | Gmina Kleszczów: Antoniówka, Kocielizna. | 1               |
| 4.        | Gmina Kleszczów: Łuszczanowice Kolonia, Łuszczanowice od nr 103 do nr 144. | 1               |
| 5.        | Gmina Kleszczów: Łuszczanowice od nr 48 do numeru 102 | 1               |
| 6.        | Gmina Kleszczów: Łuszczanowice od nr 1 do numeru 47. | 1               |
| 7.        | Gmina Kleszczów: Kleszczów: ul. Gliniana, ul. Główna: nieparzyste 75-117, parzyste 124-186, ul. Słoneczna, ul. Sosnowa, ul. Zielona. | 1               |
| 8.        | Gmina Kleszczów: Kleszczów: ul. Cicha, ul. Dojazdowa, ul. Główna: nieparzyste 59-61, parzyste 78-120, ul. Krótka, ul. Niska, ul. Ogrodowa, ul. Poprzeczna, ul. Szkolna, ul. Wysoka.                                                        | 1               |
| 9.        | Gmina Kleszczów: Kleszczów: ul. Boczna, ul. Główna: 2B-57A, parzyste: 60-72, ul. Jaśminowa, ul. Łączna, ul. Polna, ul. Sportowa, ul. Urzędowa.                                                                                             | 1               |
| 10.       | Gmina Kleszczów: Kleszczów: ul. Brzozowa, ul. Kwiatowa, ul. Leśna, ul. Spacerowa, ul. Topolowa, ul. Wrzosowa, ul. Wspólna, ul. Źródlana.                                                                                                   | 1               |
| 11.       | Gmina Kleszczów: Kleszczów: ul. Chabrowa, ul. Irysowa, ul. Jagodowa, ul. Jarzębinowa, ul. Kalinowa, ul. Krokusowa, ul. Liliowa, ul. Malinowa, ul. Południowa, ul. Poziomkowa, ul. Różana, ul. Słonecznikowa, ul. Tulipanowa, ul. Wschodnia | 1               |
| 12.       | Gmina Kleszczów: Łękińsko: ul. Długa 1-17, ul. Miła, ul. Modrzewiowa, ul. Północna, ul. Rolna, ul. Słoneczna, ul. Topolowa, ul. Ustronna.                                                                                                  | 1               |
| 13.       | Gmina Kleszczów: Łękińsko: ul. Akacjowa, ul. Długa 18-86, ul. Klonowa, ul. Leśna, ul. Poprzeczna, Wola Grzymalina Kolonia | 1               |
| 14.       | Gmina Kleszczów: Adamów, Czyżów, Łękińsko ul. Szkolna | 1               |
| 15.       | Gmina Kleszczów: Wolica | 1               |

Wybory samorządowe w 2018 roku:
| Nr okręgu wyborczego | Zasięg (granice okręgu wyborczego) | Liczba mandatów | Imię i nazwisko radnego |
| -------------------- | --- | --------------- | ----------------------- |
| 1.                   | Żłobnica, Dębina | 1               | Katarzyna Biegała       |
| 2.                   | Antoniówka, Kocielizna | 1               | Andrzej Zięba           |
| 3.                   | Kleszczów: ul. Gliniana, ul. Główna: nieparzyste 75-117, 119A, parzyste 124-188, ul. Słoneczna, ul. Sosnowa, ul. Zielona | 1               | Tadeusz Kuśmierek       |
| 4.                   | Kleszczów: ul. Cicha, ul. Dojazdowa, ul. Główna: nieparzyste 59-61 i 69, parzyste 76-120, ul. Krótka, ul. Niska, ul. Ogrodowa, ul. Poprzeczna, ul. Szkolna, ul. Wysoka                                                                            | 1               | Halina Gurazda          |
| 5.                   | Kleszczów: ul. Boczna, ul. Główna: 2, 2B-57A, parzyste: 60-72, ul. Łączna, ul. Polna, ul. Sportowa, ul. Urzędowa, ul. Milenijna | 1               | Ewa Michalczyk          |
| 6.                   | Kleszczów: ul. Brzozowa, ul. Jaśminowa, ul. Kwiatowa, ul. Leśna, ul. Spacerowa, ul. Topolowa, ul. Wrzosowa, ul. Wspólna, ul. Źródlana. | 1               | Arkadiusz Kowalczyk     |
| 7.                   | Kleszczów: ul. Chabrowa, ul. Irysowa, ul. Jagodowa, ul. Jarzębinowa, ul. Kalinowa, ul. Krokusowa, ul. Liliowa, ul. Malinowa, ul. Miła, ul. Południowa, ul. Poziomkowa, ul. Różana, ul. Słonecznikowa, ul. Tulipanowa, ul. Wiśniowa, ul. Wschodnia | 1               | Beata Podawca-Kordowska |
| 8.                   | Łękińsko: ul. Miła, ul. Północna, ul. Rolna, ul. Słoneczna, ul. Ustronna, ul. Łąkowa | 1               | Paweł Karasiński        |
| 9.                   | Łękińsko: ul. Akacjowa, ul. Długa, ul. Poprzeczna | 1               | Violetta Zawadzka       |
| 10.                  | Adamów, Łękińsko: ul. Klonowa, ul. Leśna, ul. Modrzewiowa, ul. Szkolna, ul. Topolowa | 1               | Adam Książek            |
| 11.                  | Bogumiłów, Biłgoraj, Czyżów, Kamień, Rogowiec, Słok-Młyn, Stefanowizna | 1               | Konrad Krawczykowski    |
| 12.                  | Wolica, Wola Grzymalina Kolonia | 1               | Joanna Muskała          |
| 13.                  | Łuszczanowice od nr 1 do numeru 39, od nr 49 do nr 63A, numery 179-212, 271, 275, 279, 288 | 1               | Ryszard Kruszyński      |
| 14.                  | Łuszczanowice od nr 40 do numeru 48 | 1               | Kamil Jarząbek          |
| 15.                  | Łuszczanowice Kolonia, Łuszczanowice od nr 64 do nr 144 | 1               | Dariusz Bujacz          |

Podział Gminy Kleszczów na okręgi wyborcze
| Nr okręgu wyborczego | Zasięg (granice okręgu wyborczego) | Liczba mandatów | Imię i nazwisko radnego |
| -------------------- | --- | --------------- | ----------------------- |
| 1.                   | Dębina, Żłobnica | 1               | Marcin Piątczak         |
| 2.                   | Antoniówka, Kocielizna | 1               | Kamil Retkowski         |
| 3.                   | Kleszczów: ul. Gliniana, ul. Główna od nr 75 do nr 117 (nieparzyste), ul. Główna od nr 124 do nr 186, ul. Główna nr 119A, ul. Główna nr 188, ul. Słoneczna, ul. Sosnowa, ul. Zielona                                                                       | 1               | Jan Olczak              |
| 4.                   | Kleszczów: ul. Cicha, ul. Dojazdowa, ul. Główna od nr 59 do nr 61 (nieparzyste), ul. Główna od nr 78 do nr 120 (parzyste), ul. Główna nr 69, ul. Główna nr 76, ul. Krótka, ul. Niska, ul. Ogrodowa, ul. Osiedlowa, ul. Poprzeczna, ul. Szkolna, ul. Wysoka | 1               | Michał Rejniak          |
| 5.                   | Kleszczów: ul. Boczna, ul. Główna nr 2, ul. Główna od nr 2B do nr 57A, ul. Główna od nr 60 do nr 72 (parzyste), ul. Łączna, ul. Milenijna, ul. Polna, ul. Sportowa, ul. Urzędowa                                                                           | 1               | Renata Dąbrówka         |
| 6.                   | Kleszczów: ul. Brzozowa, ul. Jaśminowa, ul. Kwiatowa, ul. Leśna, ul. Spacerowa, ul. Topolowa, ul. Wrzosowa, ul. Wspólna, ul. Źródlana | 1               | Katarzyna Adamus        |
| 7.                   | Kleszczów: ul. Chabrowa, ul. Irysowa, ul. Jagodowa, ul. Jarzębinowa, ul. Kalinowa, ul. Krokusowa, ul. Liliowa, ul. Malinowa, ul. Miła, ul. Południowa, ul. Poziomkowa, ul. Różana, ul. Słonecznikowa, ul. Tulipanowa, ul. Wiśniowa, ul. Wschodnia          | 1               | Beata Podawca-Kordowska |
| 8.                   | Łękińsko: ul. Łąkowa, ul. Miła, ul. Północna, ul. Rolna, ul. Słoneczna, ul. Ustronna | 1               | Kamil Jarząbek          |
| 9.                   | Łękińsko: ul. Akacjowa, ul. Długa, ul. Poprzeczna | 1               | Roman Bębnowski         |
| 10.                  | Adamów, Łękińsko: ul. Klonowa, ul. Leśna, ul. Modrzewiowa, ul. Szkolna, ul. Topolowa | 1               | Adam Książek            |
| 11.                  | Bogumiłów, Czyżów, Kamień, Rogowiec, Stefanowizna | 1               | Arkadiusz Sambor        |
| 12.                  | Wola Grzymalina-Kolonia, Wolica | 1               | Kamil Kucner            |
| 13.                  | Łuszczanowice: ul. Brylantowa, ul. Bursztynowa, ul. Diamentowa, ul. Miła, ul. Perłowa, ul. Szafirowa, ul. Turkusowa, ul. Złota od nr 1 do nr 91 (nieparzyste), ul. Złota od nr 2 do nr 80 (parzyste)                                                       | 1               | Ryszard Kruszyński      |
| 14.                  | Łuszczanowice: ul. Rubinowa, ul. Sportowa od nr 2 do końca | 1               | Karol Jakubik           |
| 15.                  | Łuszczanowice: ul. Opalowa, ul. Złota od nr 84 do nr 186 (parzyste), ul. Złota od nr 93 do nr 193 (nieparzyste), ul. Sportowa 1, Łuszczanowice-Kolonia | 1               | Sławomir Śluga          |

W kampanii wyborczej do wyborów samorządowych w 2024 roku biorą następujące komitety i kandydaci do 15 osobowej rady gminy:
| Nr okręgu wyborczego | KWW Sławomir Chojnowski               | KWW Kazimiera Tarkowska              | KWW Rafał Maciejewski                  | KWW Kamil Jarząbek                 | KW Stowarzyszenie Wspólna Gmina Kleszczów |
| -------------------- | ------------------------------------- | ------------------------------------ | -------------------------------------- | ---------------------------------- | ----------------------------------------- |
| 1.                   | Katarzyna Biegała · 25 (8,90%)        | Michał Rudzki · 83 (29,54%)          | Edyta Szymurska · 37 (13,17%)          | Robert Dylak · 47 (16,73%)         | Marcin Piątczak · 89 (31,67%)             |
| 2.                   | Andrzej Zięba · 44 (32,12%)           | Leszek Szczepaniak · 10 (7,30%)      | Jacek Machnik · 9 (6,57%)              | Łukasz Biesaga · 2 (1,46%)         | Kamil Retkowski · 72 (52,55%)             |
| 3.                   | Tadeusz Kuśmierek · 25 (12,69%)       | Daniel Gajda · 31 (15,74%)           | Jan Olczak · 63 (31,98%)               | Małgorzata Roczek · 19 (9,64%)     | Karina Krawczyk · 25 (12,69%)             |
| 4.                   | Justyna Gurazda · 51 (26,15%)         | Barbara Kuśmierek · 48 (24,62%)      | –                                      | Małgorzata Olczak · 11 (5,64%)     | Michał Rejniak · 85 (43,59%)              |
| 5.                   | Ewa Michalczyk · 50 (22,62%)          | Bernard Szmigielski · 31 (14,03%)    | Agata Stępień · 24 (10,86%)            | Dorota Urbańska · 7 (3,17%)        | Renata Dąbrówka · 109 (49,32%)            |
| 6.                   | Arkadiusz Kowalczyk · 49 (19,37%)     | Katarzyna Adamus · 79 (31,23%)       | Elżbieta Kubiak · 48 (18,97%)          | Danuta Kuc · 41 (16,21%)           | Piotr Kołba · 36 (14,23%)                 |
| 7.                   | Beata Podawca-Kordowska · 99 (35,74%) | Agnieszka Górnisiewicz · 53 (19,13%) | Izabela Stadnik · 34 (12,27%)          | Bogusław Buresz · 35 (12,64%)      | Paweł Stacherski · 56 (20,22%)            |
| 8.                   | Małgorzata Roczek · 36 (13,95%)       | Damian Kaczmarczyk · 64 (24,81%)     | –                                      | Kamil Jarząbek · 84 (32,56%)       | Romana Gąsowska · 74 (28,68%)             |
| 9.                   | Violetta Zawadzka · 26 (11,35%)       | Roman Bębnowski · 81 (35,37%)        | Angelika Pastusiak · 19 (8,30%)        | Agmieszka Połczyńska · 27 (11,79%) | Maciej Karczewski · 76 (33,19%)           |
| 10.                  | Robert Krzympiec · 31 (14,35%)        | Szymon Zięba · 28 (12,96%)           | Marta Kapusta · 28 (12,96%)            | –                                  | Adam Książek · 82 (37,96%)                |
| 11.                  | Konrad Krawczykowski · 57 (27,67%)    | Piotr Chmielecki · 16 (7,77%)        | Paulina Pabich · 16 (7,77%)            | Arkadiusz Sambor · 69 (33,50%)     | Paweł Biegański · 48 (23,30%)             |
| 12.                  | Joanna Muskała · 34 (9,86%)           | Michał Kęsy · 46 (13,33%)            | Ewelina Siwczyk-Kępińska · 46 (13,33%) | Anna Przybylska · 29 (8,41%)       | Kamil Kucner · 190 (50,07%)               |
| 13.                  | Roman Urbański · 70 (25,09%)          | Jacek Jakubczyk · 25 (8,96%)         | Tomaasz Pietryniak · 41 (14,70%)       | Arkadiusz Sypniewski · 63 (22,58%) | Ryszard Kruszyński · 80 (28,67%)          |
| 14.                  | Agata Piwowarczyk · 34 (11,76%)       | Katarzyna Zybura · 31 (10,73%)       | Marcin Wlazłowski · 24 (8,30%)         | Marek Rośniak · 51 (17,65%)        | Karol Jakubik · 115 (39,79%)              |
| 15.                  | Dariusz Bujacz · 40 (12,16%)          | Sławomir Śluga · 123 (37,39%)        | Michał Michałek · 72 (21,88%)          | Jakub Morawiec · 22 (6,69%)        | Artur Cybulski · 72 (21,88%)              |

## Sołectwa
Na czele każdego z sołectw stoi sołtys jako jednoosobowy organ władzy wykonawczej, który ma do pomocy radę sołecką jako organ doradczy i pomocniczy, która wybierana jest przez wszystkich mieszkańców danej wsi.
Sołectwo dysponuje środkami finansowymi wyodrębnionymi w budżecie gminy jako fundusz sołecki, ale nie posiada osobowości prawnej. Decyzje o wykorzystaniu środków stojących do dyspozycji sołectwa podejmują mieszkańcy zgromadzeni na zebraniach wiejskich.
Na terenie gminy Kleszczów znajduje się 10 sołectw: Antoniówka, Czyżów, Dębina, Kamień, Kleszczów, Łękińsko, Łuszczanowice, Rogowiec, Wolica, Żłobnica.

## Pozostałe miejscowości
Adamów, Aleksandrów, Będków, Bogumiłów, Faustynów, Folwark, Karolów, Kocielizna, Łuszczanowice-Kolonia, Piaski, Stawek, Stefanowizna.

## Sąsiednie gminy
Terytorium gminy Kleszczów graniczy z 7 gminami:
- z powiatu bełchatowskiego:
  - Bełchatów,
  - Kluki (sołectwo Zarzecze, Trząs, Nowy Janów),
  - Szczerców (sołectwa Osiny, Podżar)
- z powiatu radomszczańskiego:
  - Dobryszyce, Kamieńsk i Lgota Wielka (sołectwa Brudzice)
- z powiatu pajęczańskiego:
  - Sulmierzyce (sołectwa: Eligiów, Chorzenice) na południu.